# Van der Moolen
Van der Moolen est une entreprise néerlandaise qui faisait partie de l'indice AMX.